# کورت فون هامرشتاین-اکورت
کورت فن هامرشتاین-اکورد (انگلیسی: Kurt von Hammerstein-Equord؛ ۲۶ سپتامبر ۱۸۷۸ – ۲۵ آوریل ۱۹۴۳) یک نظامی اهل آلمان و از ۱ نوامبر ۱۹۳۰ تا ۲۷ دسامبر ۱۹۳۳ فرمانده ارتش آلمان بود.